# رضا علي عبيدي
رضا علي عبيدي Raza Ali Abidi صحفي باكستاني ومذيع معروف.
اشتهر بالبرامج الوثائقية في الإذاعية حول الطريق الرئيسي الكبير ونهر السند. كما نشر اعمالا أدبية من قصص ومقالات ثقافية. وقد عمل في إذاعة البي بي سي باللغة الأردية وتقاعد في عام 1996.
كتب كذلك كتبا في ادب الرحلات وكتبا للأطفال، كما أصدر ديوان شعر.